# Liste der Straßen, Plätze und Brücken in Hamburg-Steinwerder

Lage von Steinwerder in Hamburg und im Bezirk Mitte (hellrot)

Die Liste der Straßen und Brücken in Hamburg-Steinwerder ist eine Übersicht der im Hamburger Stadtteil Steinwerder vorhandenen Straßen und Brücken. Sie ist Teil der Liste der Verkehrsflächen in Hamburg.

## Überblick
In Steinwerder (Ortsteilnummer 139) leben 34 Einwohner (Stand: 31. Dezember 2023) auf 7,4 km². Der Stadtteil steht an viertletzter Stelle sowohl bei der Einwohnerzahl als auch bei der Bevölkerungsdichte. Steinwerder liegt im Postleitzahlenbereich 20457.
In Steinwerder gibt es 75 benannte Verkehrsflächen, darunter einen Platz, 14 Brücken, 17 Kais, zehn Höfte (einschließlich Toller Ort) und einen Tunnel. In der Deutschen Grundkarte 1:5.000 ist zusätzlich die Bezeichnung Howaldtbrücke im Zuge des Roßwegs über den Roßkanal zu finden, die jedoch im Straßen- und Gebietsverzeichnis der Freien und Hansestadt Hamburg fehlt und deshalb in der Liste nicht vorkommt. Leichterkanalbrücke und Vulkankai sind hingegen Objekte, die vor Ort nicht mehr zu finden sind, aber noch aufgeführt werden.
Die Straßennamen nehmen oft Bezug auf Inseln, Elbarme, Gehöfte oder die natürliche Bewachsung, die beim Ausbau des Hafens später überbaut oder verändert wurden: Ellerholzbrücke, Ellerholzdamm, Ellerholzhöft, Ellerholzschleusenbrücke, Ellerholzweg, Grevenhofbrücke, Grevenhofkai, Grevenhofkanalbrücke, Köhlbrandbrücke, Köhlbranddeich, Köhlbrandhöft, Kuhwerder Höft, Neuhöfer Kai, Norderelbstraße, Nordersand, Reiherdamm, Reiherkai, Reiherstiegbrücke, Reiherstraße, Rohrweg, Roßbrücke, Roßdamm, Roßhöft, Roßkai, Roßweg, Schilfstraße, Steinwerder Kai, Stillhorner Damm und Vogelreth.
Eine kleinere Themengruppe rings um den Kaiser-Wilhelm-Hafen bezieht sich auf den letzten Deutschen Kaiser und seine Familie: Auguste-Victoria-Kai, Kaiser-Wilhelm-Höft und Kronprinzkai.
Darüber hinaus sind einige Verkehrsanlagen nach Werften und ihren Gründern bzw. nach Hamburger Bürgermeistern, Senatoren und Wasserbaudirektoren benannt. Hier ergeben sich aber anders als in vielen anderen Stadtteilen keine geografisch abgrenzbare Gegenden, in den sie nur vorkommen, sodass sie nicht als Themengruppen bezeichnet werden können.

## Übersicht der Straßen
Die nachfolgende Tabelle gibt eine Übersicht über alle benannten Verkehrsflächen – Straßen, Brücken und auch Kais sowie ein Tunnel – im Stadtteil sowie einige dazugehörige Informationen. Im Einzelnen sind dies:
- Name/Lage: aktuelle Bezeichnung der Straße oder Brücke. Über den Link (Lage) kann die Straße oder Brücke auf verschiedenen Kartendiensten angezeigt werden. Die Geoposition gibt dabei ungefähr die Mitte an. Bei längeren Straßen, die durch zwei oder mehr Stadtteile führen, kann es daher sein, dass die Koordinate in einem anderen Stadtteil liegt.
- Straßenschlüssel: amtlicher Straßenschlüssel, bestehend aus einem Buchstaben (Anfangsbuchstabe der Straße oder Brücke) und einer dreistelligen Nummer.
- Länge/Maße in Metern:
Hinweis: Die in der Übersicht enthaltenen Längenangaben sind nach mathematischen Regeln auf- oder abgerundete Übersichtswerte, die im Digitalen Atlas Nord[1] mit dem dortigen Maßstab ermittelt wurden. Sie dienen eher Vergleichszwecken und werden, sofern amtliche Werte bekannt sind, ausgetauscht und gesondert gekennzeichnet.
Der Zusatz (im Stadtteil) gibt an, wie lang die Straße innerhalb des Stadtteils ist, sofern sie durch mehrere Stadtteile verläuft.
- Namensherkunft: Ursprung oder Bezug des Namens.
- Datum der Benennung: Jahr der offiziellen Benennung oder der Ersterwähnung eines Namens, bei Unsicherheiten auch die Angabe eines Zeitraums.
- Anmerkungen: Weitere Informationen bezüglich anliegender Institutionen, der Geschichte der Straße oder Brücke, historischer Bezeichnungen, Baudenkmale usw.
- Bild: Foto der Straße oder eines anliegenden Objektes.

| Name/Lage                       | Straßen- schlüssel | Länge/Maße (in Metern) | Namensherkunft | Datum der Benennung | Anmerkungen | Bild                     |
| ------------------------------- | ------------------ | ---------------------- | --- | ------------------- | --- | ------------------------ |
| Am Elbtunnel (Lage)             | A220               | 0330                   | am Südeingang des St. Pauli Elbtunnels | 1948                | | Am Elbtunnel             |
| Am Fährkanal (Lage)             | A665               | 0570                   | an der Ostseite des Fährkanals | 1993                | | Am Fährkanal             |
| Am Travehafen (Lage)            | A348               | 0530                   | an der Westseite des Travehafens | 1927                | | Am Travehafen            |
| Am Vulkanhafen (Lage)           | A353               | 0020                   | Vulkanhafen, nach der Vulkanwerft | 1952                | an der Westseite des 2002 verfüllten Vulkanhafens; nach Umgestaltung des Geländes beträgt die Länge der Straße nur noch 20 Meter                                                                         | Am Vulkanhafen           |
| Argentinienbrücke (Lage)        | A621               | 0110                   | Argentinien, Staat in Südamerika | 1981                | über den Reiherstieg im Zuge des Reiherdamms; östlicher Teil in Kleiner Grasbrook | Argentinienbrücke        |
| Arningkai (Lage)                | A468               | 0400                   | Johann Carl Gottlieb Arning (1786–1862), Hamburger Senator | 1873                | an der Nordelbe zwischen Steinwerder Hafen und Reiherstieg |                          |
| Auguste-Victoria-Kai (Lage)     | A521               | 1110                   | Auguste Victoria (1858–1921), Gemahlin Wilhelms II., letzte deutsche Kaiserin und Königin von Preußen                                                             | 1902                | an der Nordseite des Kaiser-Wilhelm-Hafens; gegenüber dem Kronprinzkai; wird vom Kaiser-Wilhelm-Höft abgeschlossen                                                                                       |                          |
| Beim Kraftwerk (Lage)           | B212               | 0060                   | am Kraftwerk für den Betrieb des St. Pauli Elbtunnels | 1911                | | Beim Kraftwerk           |
| Bornsteinplatz (Lage)           | B889               | 0030 × 25              | Arthur Bornstein (1881–1932), Pharmakologe, und Olga Adele Bornstein (1881–1912)                                                                                  | 2016                | | Bornsteinplatz           |
| Breslauer Straße (Lage)         | B601               | 0750                   | nach dem Breslauer Ufer, dieses nach Breslau, heute Wrocław, Stadt in Polen                                                                                       | 1927                | | Breslauer Straße         |
| Buchheisterstraße (Lage)        | B664               | 0450                   | Max Jürgen Buchheister (1842–1903), Wasserbaudirektor in Hamburg                                                                                                  | 1906                | | Buchheisterstraße        |
| Chilekai (Lage)                 | C026               | 0590                   | Chile, Staat in Südamerika, anlässlich der Anwesenheit des chilenischen Segelschulschiffs General Baquedano                                                       | 1928                | an der Westseite des Oderhafens |                          |
| Ellerholzbrücke (Lage)          | E297               | 0460                   | ehemaliger Pachthof Ellerholz am Reiherstieg | 1981                | ursprünglich Ellerholzrampe; östlicher Teil in Kleiner Grasbrook, östliche Seite des südlichen Teils in Wilhelmsburg                                                                                     | Ellerholzbrücke          |
| Ellerholzdamm (Lage)            | E153               | 1280                   | ehemaliger Pachthof Ellerholz am Reiherstieg | 1893                | | Ellerholzdamm            |
| Ellerholzhöft (Lage)            | E154               | 000–                   | ehemaliger Pachthof Ellerholz am Reiherstieg | 1902                | Landspitze zwischen Kaiser-Wilhelm-Hafen und Ellerholzhafen |                          |
| Ellerholzschleusenbrücke (Lage) | –                  | 0050                   | Ellerholzschleusen zwischen Ellerholzhafen und Reiherstieg, diese nach dem ehemaligen Pachthof Ellerholz am Reiherstieg                                           | 1904                | über die Ellerholzschleuse im Zuge des Roßdamms; parallele Straßen- und Hafenbahnbrücken | Ellerholzschleusenbrücke |
| Ellerholzweg (Lage)             | E155               | 0070 (im Stadtteil)    | ehemaliger Pachthof Ellerholz am Reiherstieg | 1927                | südlicher Teil in Wilhelmsburg | Ellerholzweg             |
| Erste Querkanalbrücke (Lage)    | –                  | 0040                   | über den Querkanal im Zuge des Worthdamms | 1893                | östliche der beiden Querkanalbrücken; südlicher Teil in Kleiner Grasbrook; parallele Straßen- und Hafenbahnbrücke                                                                                        | Erste Querkanalbrücke    |
| Europakai (Lage)                | E264               | 0630                   | Kontinent Europa | 1935                | ursprünglich Ballinkai, die Umbenennung erfolgte wegen der jüdischen Abstammung Albert Ballins; an der Westseite des Vorhafens                                                                           |                          |
| Grevenhofbrücke (Lage)          | –                  | 0030                   | über den Grevenhofkanal im Zuge des Ellerholzdamms, nach der ehemaligen Elbinsel Grevenhof                                                                        | 1899                | parallele Straßen- und Hafenbahnbrücke | Grevenhofbrücke          |
| Grevenhofkai (Lage)             | G230               | 0880                   | ehemalige Elbinsel Grevenhof | 1955                | an der Südseite des Kuhwerder Hafens |                          |
| Grevenhofkanalbrücke (Lage)     | –                  | 0020                   | über den Grevenhofkanal (Grevenhofschleuse) im Zuge des Reiherdamms, nach der ehemaligen Elbinsel Grevenhof                                                       | 1900                | parallele Straßen- und Hafenbahnbrücke | Grevenhofkanalbrücke     |
| Hachmannbrücke (Lage)           | –                  | 0060                   | Gerhard Hachmann (1838–1904), Hamburger Rechtsanwalt und Bürgermeister                                                                                            | 1941                | kombinierte Straßen- und Hafenbahnbrücke; nach Hachmann wurden auch der Hachmannkai und der Hachmannplatz am Hamburger Hauptbahnhof (St. Georg) benannt                                                  | Hachmannbrücke           |
| Hachmannkai (Lage)              | H011               | 0890                   | Gerhard Hachmann (1838–1904), Hamburger Rechtsanwalt und Bürgermeister                                                                                            | 1930                | an der Westseite des Roßhafens; nach Hachmann wurden auch die Hachmannbrücke und der Hachmannplatz am Hamburger Hauptbahnhof (St. Georg) benannt                                                         |                          |
| Hellinghöft (Lage)              | H330               | 000–                   | „helling“ = „heilig“, das „heilige“ Krangerüst der hier früher ansässigen Howaldtswerke Hamburg                                                                   | 1911                | Landspitze an der Einfahrt zum Roßhafen |                          |
| Hermann-Blohm-Straße (Lage)     | H745               | 0590                   | Hermann Blohm, Ingenieur und Unternehmer, Mitbegründer von Blohm + Voss                                                                                           | 1977                | Adresse von Blohm + Voss | Hermann-Blohm-Straße     |
| Kaiser-Wilhelm-Höft (Lage)      | K018               | 000–                   | Wilhelm II. (1859–1941), letzter deutscher Kaiser und König von Preußen                                                                                           | 1902                | Landspitze zwischen Kuhwerder Hafen und Kaiser-Wilhelm-Hafen; Abschluss vom Auguste-Victoria-Kai |                          |
| Köhlbrandbrücke (Lage)          | K545               | 1940 (im Stadtteil)    | Köhlbrand, Mündungsarm der Süderelbe in die Norderelbe | 1974                | westlicher Teil in Waltershof | Köhlbrandbrücke          |
| Köhlbranddeich (Lage)           | K309               | 0960 (im Stadtteil)    | Köhlbrand, Mündungsarm der Süderelbe in die Norderelbe | 1910                | Abschlussdeich auf der Ostseite des Köhlbrands nach der Verlegung von dessen Mündung als Ergebnis des Dritten Köhlbrandvertrags von 1908; südlicher Teil in Wilhelmsburg; Lage des Klärwerks Köhlbrand   | Köhlbranddeich           |
| Köhlbrandhöft (Lage)            | K310               | 000–                   | Köhlbrand, Mündungsarm Süderelbe in die Norderelbe | 1910                | Landspitze zwischen der Mündung des Köhlbrands in die Norderelbe und des Kohlenschiffhafens |                          |
| Kohlenkai (Lage)                | K335               | 0260                   | Kohle, Kohlenkai der HADAG am Ellerholzhafen | 1902                | an der Nordseite des Ellerholzhafens | Kohlenkai                |
| Kronprinzkai (Lage)             | K447               | 0950                   | Wilhelm von Preußen, Kronprinz Preußens und des Deutschen Reiches, Sohn von Wilhelms II.                                                                          | 1902                | an der Südseite des Kaiser-Wilhelm-Hafens; gegenüber dem Auguste-Victoria-Kai |                          |
| Kuhwerder Höft (Lage)           | K499               | 000–                   | ehemalige Elbinsel Kuhwerder | 1902                | bis 1946 Kuhwärder Höft; Landspitze zwischen Werfthafen und Kuhwerder Hafen |                          |
| Leichterkanalbrücke (Lage)      | –                  | 0030                   | über den Leichterkanal im Zuge der Buchheister Straße | 1948                | parallele Straßen- und Hafenbahnbrücke; wurde im Zuge der Verfüllung des Leichterkanals 2001–2004 abgerissen und durch einen einfachen Straßen- bzw. Bahnstreckenabschnitt ersetzt                       |                          |
| Lotsenhöft (Lage)               | L258               | 000–                   | nach der dort gelegenen Lotsenwachtstation | 1902                | Landspitze zwischen Norderelbe und Werfthafen |                          |
| Mittelkai (Lage)                | M207               | 0140                   | in der Mitte zwischen Steinwerder Kai und Grevenhofkai | 1955                | an der Ostseite des Kuhwerder Hafens |                          |
| Mönckebergkai (Lage)            | M222               | 1100                   | Johann Georg Mönckeberg, Hamburger Bürgermeister | 1902                | nach Mönckeberg wurde auch die Mönckebergstraße in Hamburg-Altstadt benannt |                          |
| Nehlsstraße (Lage)              | N023               | 0870                   | Johannes Christian Nehls (1841–1897), Hamburger Wasserbaudirektor                                                                                                 | 1906                | | Nehlsstraße              |
| Neuhöfer Kai (Lage)             | N074               | 0310                   | ehemalige Elbinsel Neuhof | 1929                | an der Südseite des Roßhafens |                          |
| Norderelbstraße (Lage)          | N153               | 0190                   | Norderelbe, Teil der Unterelbe | 1866                | verläuft parallel zur Norderelbe | Norderelbstraße          |
| Norderlochbrücke (Lage)         | –                  | 0040                   | über den Kanal Norderloch im Zuge der Straße Am Fährkanal | 1899                | parallele Straßen- und Hafenbahnbrücke | Norderlochbrücke         |
| Nordersand (Lage)               | N218               | 0260                   | alter Name der Elbinsel Steinwerder | 1984                | | Nordersand               |
| Oderhöft (Lage)                 | O026               | 000–                   | nach dem Oderhafen, dieser nach der Oder, mitteleuropäischer Strom                                                                                                | 1910                | Landspitze zwischen Oderhafen, Ellerholzhafen und Travehafen |                          |
| Reiherdamm (Lage)               | R115               | 1360 (im Stadtteil)    | Reiherstieg, Seitenarm der Elbe | 1893                | östlicher Teil in Kleiner Grasbrook | Reiherdamm               |
| Reiherkai (Lage)                | R119               | 0030                   | in Bezug auf den Reiherdamm | 1902                | am Südostende des Kaiser-Wilhelm-Hafens, nicht am Reiherstieg |                          |
| Reiherstiegbrücke (Lage)        | –                  | 0090                   | Reiherstieg, Seitenarm der Elbe | 1893                | Gleise der Hamburger Hafenbahn über den Reiherstieg; östlicher Teil in Kleiner Grasbrook | Reiherstiegbrücke        |
| Reiherstraße (Lage)             | R121               | 0220                   | Abänderung der früheren Bezeichnung Am Reiherstieg | 1910                | 1866–1910 Am Reiherstieg | Reiherstraße             |
| Roeloffsufer (Lage)             | R236               | 1120                   | Hugo Roeloffs (1844–1928), Hamburger Senatssyndicus, Kommissar des Bundesrates bei den Verhandlungen zum Zollanschluss Hamburgs und der Errichtung des Freihafens | 1929                | an der Ostseite des Travehafens |                          |
| Rohrweg (Lage)                  | R263               | 0160                   | Röhricht, die ursprüngliche Uferbewachsung | 1876                | dieselbe Benennung und parallel zur Schilfstraße | Rohrweg                  |
| Roßbrücke (Lage)                | –                  | 0060                   | ehemalige Elbinsel Roß | 1911                | über den Roßkanal im Zuge des Köhlbranddeichs; parallele Straßen- und Hafenbahnbrücke | Roßbrücke                |
| Roßdamm (Lage)                  | R297               | 1230                   | ehemalige Elbinsel Roß | 1907                | ursprünglich bis zum Köhlbranddeich, durch den Bau der Ostrampe der Köhlbrandbrücke verkürzt | Roßdamm                  |
| Roßhöft (Lage)                  | R298               | 000–                   | ehemalige Elbinsel Roß | 1907                | Landspitze zwischen Roßhafen und Oderhafen |                          |
| Roßkai (Lage)                   | R299               | 0740                   | ehemalige Elbinsel Roß | 1907                | an der Ostseite des Roßhafens; wird vom Roßhöft abgeschlossen |                          |
| Roßweg (Lage)                   | R300               | 1380                   | ehemalige Elbinsel Roß | 1929                | | Roßweg                   |
| Schanzenweg (Lage)              | S111               | 0070                   | ehemalige Lage einer Schanze zur Verteidigung des Hafens gegen die Dänen                                                                                          | 1866                | | Schanzenweg              |
| Schilfstraße (Lage)             | S161               | 0080                   | Schilf, die ursprüngliche Uferbewachsung | 1876                | dieselbe Benennung und parallel zum Rohrweg | Schilfstraße             |
| St. Pauli-Elbtunnel (Lage)      | S894               | 0260 (im Stadtteil)    | St. Pauli, Stadtteil von Hamburg | 1907/11             | nördlicher Teil in St. Pauli | St. Pauli-Elbtunnel      |
| Steinwerder Damm (Lage)         | S                  | 700                    | nach der Lage im Stadtteil | 2020                | | Steinwerder Damm         |
| Steinwerder Kai (Lage)          | S660               | 1220                   | Elbinsel Steinwerder |                     | an der Nordseite des Kuhwerder Hafens; Lage von Dock 5 und 12 von Blohm + Voss |                          |
| Stettiner Ufer (Lage)           | S868               | 0660                   | Stettin, heute Szczecin, Stadt an der Oder in Polen | 1902/1975           | an der Westseite des Travehafens; wird vom Oderhöft abgeschlossen |                          |
| Sthamerkai (Lage)               | S686               | 0670                   | Friedrich Sthamer (1856–1931), Erster Bürgermeister von Hamburg                                                                                                   | 1930                | an der Ostseite des Oderhafens |                          |
| Stillhorner Damm (Lage)         | S694               | 0090                   | ehemalige Elbinsel Stillhorn | 1888                | | Stillhorner Damm         |
| Toller Ort (Lage)               | T125               | 000–                   | entweder von der ehemaligen Lage einer Zollstation (niederdeutsch „Toll“ = „Zoll“) oder als Übertragung eines Namens für einen Elbabschnitt                       | 1908                | an der Norderelbe |                          |
| Travehafenbrücke (Lage)         | –                  | 0130                   | über den Travehafen im Zuge der Straße Am Travehafen | 1974                | Die Brücke wurde dem öffentlichen Verkehr entwidmet, da sie abgerissen werden soll. | Travehafenbrücke         |
| Vogelreth (Lage)                | V061               | 0190                   | nach dem am Reiherstieg gelegenen Vogelrethswerder | 1888                | | Vogelreth                |
| Vulkanhöft (Lage)               | V127               | 000–                   | nach der Vulkanwerft | 1907                | an der Westseite des Vorhafens |                          |
| Vulkankai (Lage)                | V128               | 000–                   | nach der Vulkanwerft | 1907                | an der Ostseite des ehemaligen Vulkanhafens, seit dessen Verfüllung 2002 nicht mehr existent |                          |
| Wendemuthkai (Lage)             | W162               | 0920                   | Ludwig Wendemuth (1860–1929), Oberbaudirektor und Erbauer des St. Pauli Elbtunnels                                                                                | 1958                | an der Norderelbe; Lage von Dock 10 und 11 von Blohm + Voss |                          |
| Werftstraße (Lage)              | W177               | 0070                   | Lage der früheren Reiherstieg-Werft | 1888                | | Werftstraße              |
| Westerweg (Lage)                | W199               | 0090                   | westliche Verbindungsstraße von Rohrweg (geplant war Norderelbstraße) und Schilfstraße                                                                            | 1876                | Die Parallelstraße Osterweg bestand nur bis 1892. | Westerweg                |
| Worthdamm (Lage)                | W394               | 0500 (im Stadtteil)    | hier früher gelegene Worth mit dem ersten Gebäude des Kleinen Grasbrooks                                                                                          | 1873                | südlicher Teil in Kleiner Grasbrook | Worthdamm                |
| Zweite Querkanalbrücke (Lage)   | –                  | 0040                   | über den Querkanal im Zuge des Stillhorner Damms | 1893                | westliche der beiden Querkanalbrücken; südlicher Teil in Kleiner Grasbrook; parallele Straßen- und Hafenbahnbrücke; die Brücke befindet sich auf für die Öffentlichkeit nicht zugänglichem Firmengelände | Zweite Querkanalbrücke   |

## Ehemalige Verkehrsflächen
Nach Umgestaltung des Gebietes Tollerort sind zwei Straßen nicht mehr existent und wurden durch Beschluss vom 27. Januar 2025 von der Behörde für Kultur und Medien entwidmet und deren Namen gelöscht. Es handelt sich um die Straßen Tollerortweg und Westphalufer. Die Straße Am Vulkanhafen bleibt erhalten, wurde aber aus genanntem Grund auf eine Länge von 20 Meter an ihrem südlichen Ende verkürzt.